# Otel Bruni
Otel Bruni è un romanzo dello scrittore italiano Valerio Massimo Manfredi, che si cimenta in quest'occasione in una narrazione contemporanea. L'opera è stata pubblicata nel 2011 da Arnoldo Mondadori Editore. La storia era già stata narrata in forma più sintetica nel racconto Hotel Bruni, contenuto nella raccolta I cento cavalieri pubblicata nel 2002.  L'autore è nipote di due dei protagonisti: Maria e Fonso.

## Trama
Ambientata tra le due Grandi Guerre, la storia della famiglia dei Bruni (contadini da tempi immemori) si incrocia con quelle dei senza tetto e dei viandanti che nella loro grande stalla ("accogliente come una chiesa") trovano sempre caldo e accogliente rifugio.
La grande stalla è dunque la cornice che racchiude il quadro degli appassionanti episodi di mamma Clerice e papà Callisto, e dei loro nove figli (sette maschi e due femmine), due su tutti, il "Floti" e Maria, gli altri sono Gaetano, Checco, Armando, Dante, Fredo, Savino e la sorella Rosina.
Le vicissitudini della carriera politica del Floti, e il travagliato amore di Maria con un cantastorie compaesano (scandite a ritmo dei funesti colpi della Grande Guerra), avvolgono il lettore in una rustica e suggestiva fiumana di eventi, che lo trasporta gentilmente tra le odorose assi di legno e le fruscianti balle di paglia di quel periodo storico.

## Edizioni
- Valerio Massimo Manfredi, Otel Bruni, Scrittori italiani e stranieri, Milano, Mondadori, 31 maggio 2011,  p. 358, ISBN 9788804608738.

- Valerio Massimo Manfredi, Otel Bruni, Oscar Bestsellers 2243, Milano, Mondadori, 5 giugno 2012,  p. 367, ISBN 9788804619109.